# Площадь Вахтанга Горгасали
Площадь Вахтанга Горгасали (груз. ვახტანგ გორგასალის მოედანი. До 1958 года именовалась «Татарской») — площадь в исторической части Тбилиси, у границы исторического района Кала (Старый город). К площади ведёт мост Метехи и сходятся улицы Ованеса Туманяна, Коте Абхази, Шардени, Братьев Зданевичей, Самгебро и Вахтанга Горгасали.

## История
Считается старейшей торговой площадью города. Выполняла эту роль до 1920-х годов.
Находилась у старейшей в городе переправы через реку Кура (мост Метехи).
Как располагавшаяся у крепостной стены (с внешней стороны) называлась Крепостной (Цихис моэдани). В стене в районе площади находились Банные ворота, ведущие из крепости в район Абанотубани (Банный). По расселившимся здесь мусульманам (азербайджанцам и персам) в середине XIX века площадь сменила название на Татарскую.

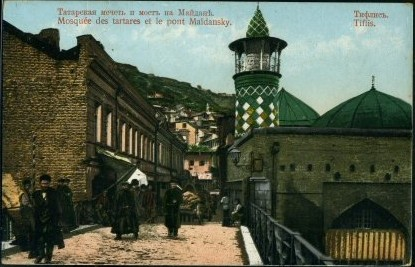
Шиитская мечеть (не сохранилась)

Часть исторической застройки площади, в частности, караван-сарай Зубалашвили и Тбилисская шиитская мечеть, была снесена при реконструкции Метехского моста в 1951 году.
Современное название площадь получила в 1958 году в честь грузинского царя Вахтанга I Горгасали (V век), по некоторым данным — основателя города Тбилиси.
В последнее время городские власти объявили о намерении восстановить эту часть исторического Старого Тбилиси, как это было в первой половине XX века.

## Достопримечательности

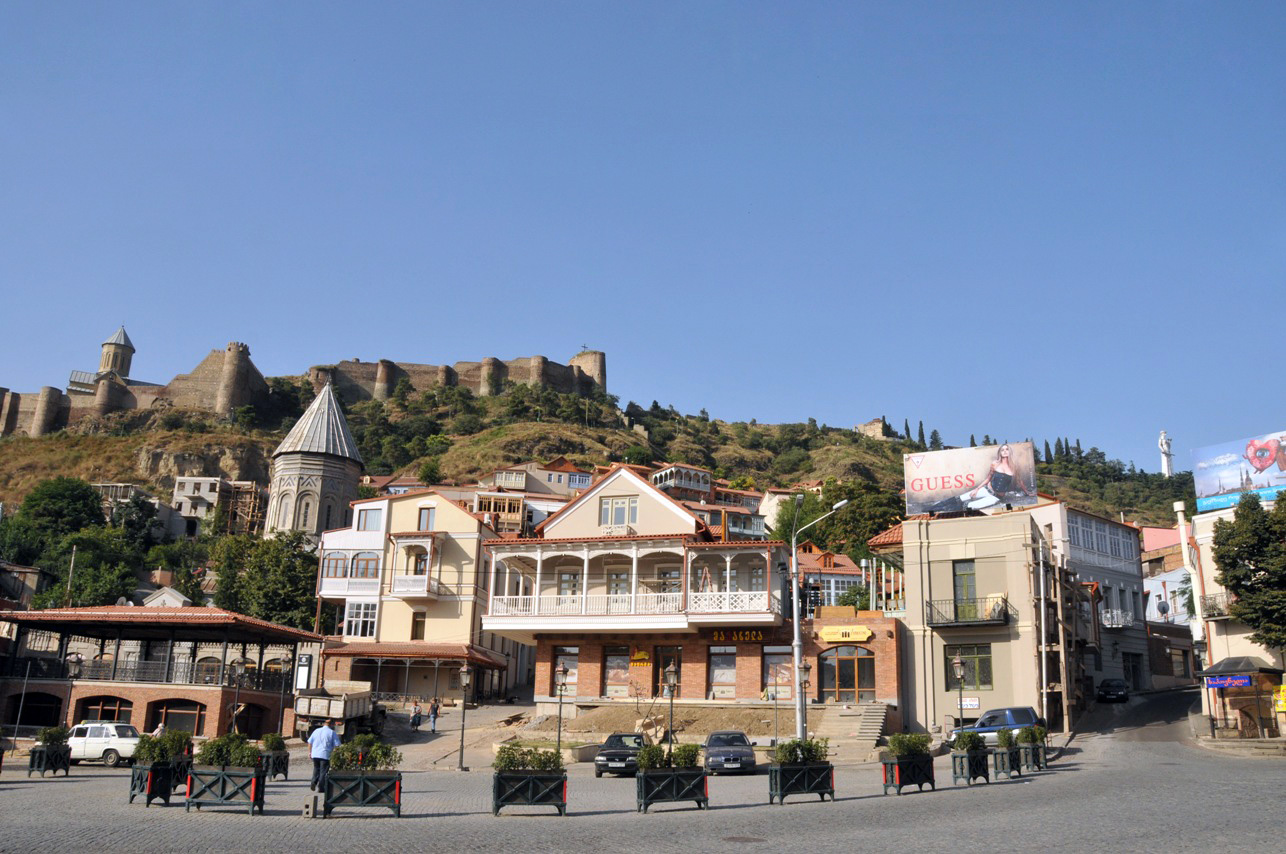
Часть площади Горгасали с памятником Саят-Нове

Памятник Саят-Нове (2009, скульпторы Гия Джапаридзе и Кахи Коридзе)